# Konwersja α
Konwersja α – operacja w rachunku lambda polegająca
na zamianie zmiennej określanej przez lambdę oraz wszystkich jej wystąpień
w wyrażeniu pod lambdą, na inną, nie kolidującą z żadną z lambd zewnętrznych lub wewnętrznych.
Przykłady prawidłowych konwersji α:
- {\displaystyle \lambda x.\lambda y.xy\rightarrow \lambda z.\lambda y.zy}
- {\displaystyle \lambda x.\lambda y.xy\rightarrow \lambda x.\lambda z.xz}

Przykłady nieprawidłowych konwersji α:
- {\displaystyle \lambda x.\lambda y.xy\rightarrow \lambda x.\lambda x.xx}
- {\displaystyle \lambda x.\lambda y.xy\rightarrow \lambda y.\lambda y.yy}

Konwersja α jest trywialna, jest jednak ważna, gdyż pozwala unikać kolizji zmiennych.